# Ріхард Сулик
Ріхард Сулик (словац. Richard Sulík; нар. 12 січня 1968 Братислава, Чехословаччина) — словацький політик і економіст, лідер ліберальної партії Свобода і солідарність. З 8 липня 2010 року по 13 жовтня 2011 — спікер Народної Ради Словаччини. Депутат Європейського парламенту з 2014.

## Біографія
Народився в Чехословаччині; в 1980 році батьки переїхали в Пфорцхайм (ФРН). У 1987 році вступив у Мюнхенський університет Людвіга-Максиміліана, де вивчав фізику, а потім переключився на економіку. У 1992 році повернувся до Чехословаччини. У 1998—2003 здобув вищу освіту в Економічному університеті в Братиславі. Займався бізнесом, в 2003 році став спеціальним радником міністра фінансів Словаччини Івана Міклоша. Сулик активно брав участь в підготовці податкової реформи, яка передбачала, зокрема, перехід до пропорційного оподаткування зі ставкою в 19 % і до 19%-му ПДВ. У 2005-06 був радником при міністерстві праці, соціальної політики та сім'ї. Одночасно Сулик залишався радником в міністерстві фінансів. У рейтингу країн за ступенем створення сприятливих умов для ведення бізнесу за 2008 рік Словаччина посіла 32 місце з 178 держав.
У 2009 році Сулик заснував ліберальну партію Свобода і солідарність і став її керівником. Нова партія розгорнула кампанію з проведення «Референдуму-2009» з питань зменшення чисельності парламенту з 150 до 100 місць, зменшення привілеїв і витрат депутатів, лібералізації законодавства в галузі засобів масової інформації. На виборах в Європарламенту 2009 року партія Сулика в умовах рекордно низьку явку отримала 39 016 (4,71 %) голосів і не змогла розраховувати на депутатські мандати. Пізніше Сулик висунув ідею радикальної реформи оподаткування громадян, що отримала назву «Бонуса відрахувань».
На парламентських виборах 12 червня 2010 року партія отримала 307 287 (12,14 %) голосів і 22 депутатських мандата, сформувавши третю за величиною фракцію. Після формування в 2010 році коаліційного уряду за участю партії запропонований їй референдум був схвалений; він пройде 18 вересня 2010.
8 липня 2010 року Сулик став головою Національної Ради Словаччини.